# 丁協源家族
丁協源家族，或稱鹿港丁家，為臺灣鹿港的泉州裔家族，晉江陳埭回族之後裔，其開臺祖為丁樸實。丁樸實之四子丁克家後來定居於鹿港，創立泉郊「丁協源」商號。

## 家系

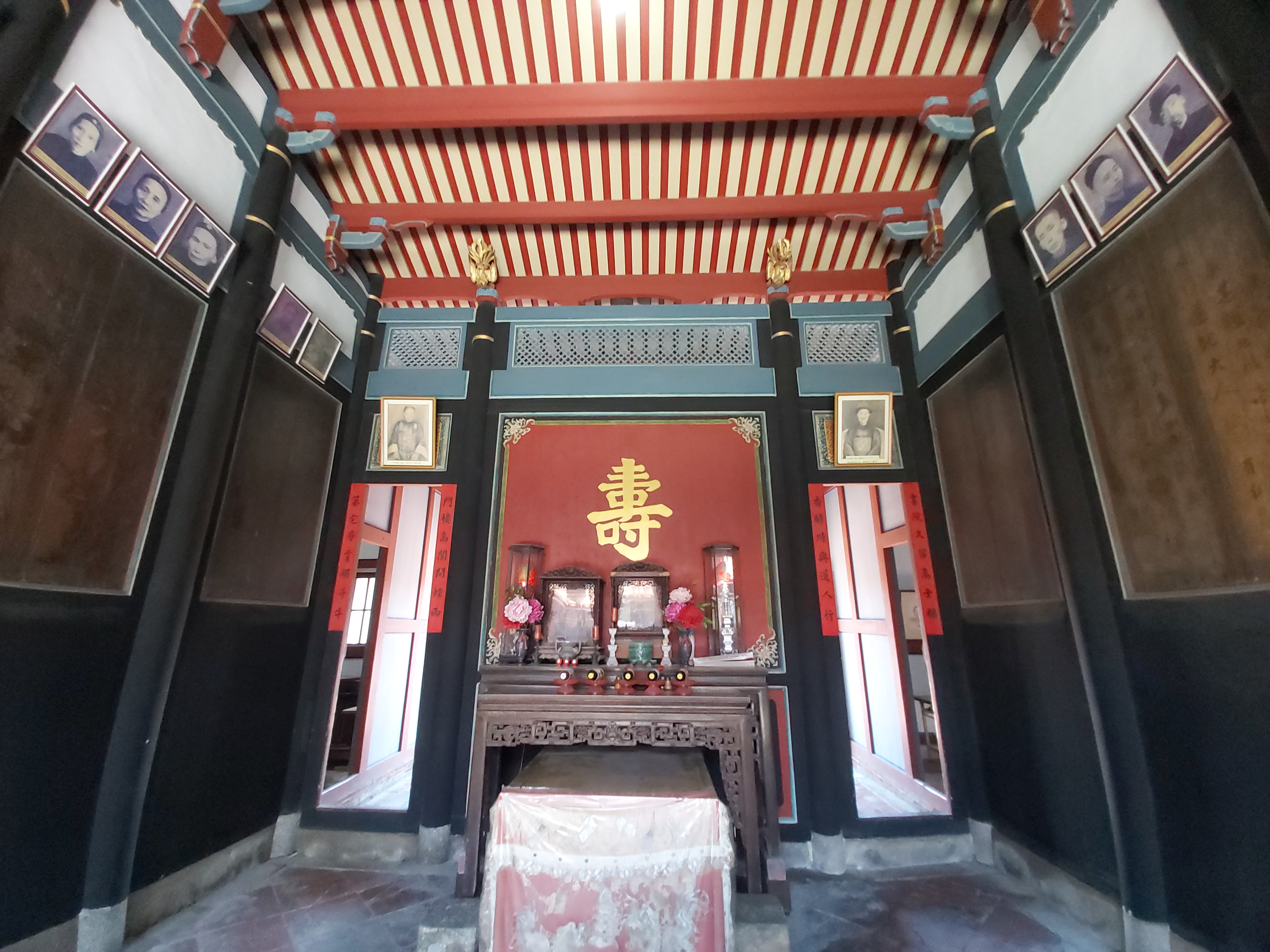
鹿港丁家大宅祖廳

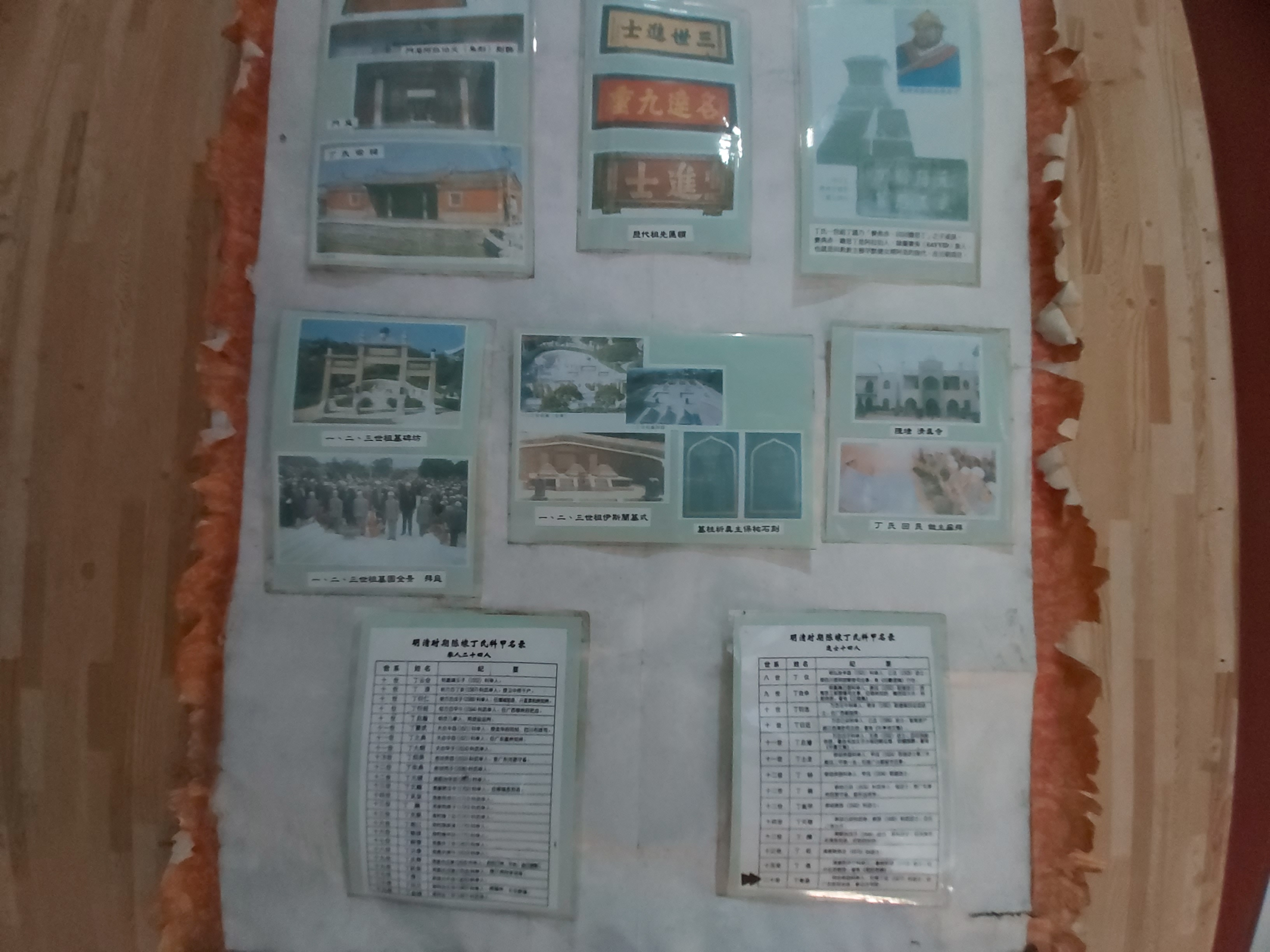
鹿港丁家大宅家族史蹟展視

- 第十八世：丁籐枝，號樸實，字宜春。（開臺祖）
  - 第十九世：送來，名克壯，字慷慨。
  - 第十九世：涵來，名敦厚，字克襄。
  - 第十九世：坑來，名義亭，字振勳，印克邦。太學生。
  - 第十九世：碗來，名純良，字鎮業，印克家。誥授奉政大夫、文林郎。（丁協源創始人）
    - 第二十世：丁克家長子生地，號端和，字子厚，印壽鵬。修職郎。
      - 第二十一世：丁壽鵬長子寶和，名進修，字錫璜。
        - 第二十二世：丁寶和長子玉珍。

      - 第二十一世：丁壽鵬次子寶善，名進籌，字錫謀。
        - 第二十二世：丁寶善長子玉鎮。

      - 第二十一世：丁壽鵬三子寶麟，名進齡，字式三。
        - 第二十二世：丁寶麟長子瑤池。
        - 第二十二世：丁寶麟次子玉書。

      - 第二十一世：丁壽鵬四子寶位，名進鍾，字式咸，號文達。
        - 第二十二世：丁寶位長子玉潤。
        - 第二十二世：丁寶位次子玉熙。
        - 第二十二世：丁寶位三子玉照。
        - 第二十二世：丁寶位四子玉鑫。

    - 第二十世：丁克家次子生吉，號朗星，字子謙，印壽輝。邑庠生。
      - 第二十一世：丁壽輝長子寶華，名爾通，字式藩又錫和。邑庠生。
        - 第二十二世：丁寶華長子玉藻。
        - 第二十二世：丁寶華次子玉選。
        - 第二十二世：丁寶華三子玉佩。
        - 第二十二世：丁寶華四子玉森。
        - 第二十二世：丁寶華五子玉煥。

      - 第二十一世：丁壽輝次子汝通，名爾通又錫銘。
        - 第二十二世：丁汝通長子天註。
        - 第二十二世：丁汝通次子玉楷。

      - 第二十一世：丁壽輝三子汝漢，名爾漢。
        - 第二十二世：丁汝漢長子玉銓。

    - 第二十世：丁克家三子生水，號端恕，字子清，印壽川。修職郎。
      - 第二十一世：丁壽川長子忠和。
      - 第二十一世：丁壽川次子寶賢，名世義、又作式儀，字錫宜。邑庠生。
        - 第二十二世：丁寶賢長子碩盛。
        - 第二十二世：丁寶賢次子碩卿。
        - 第二十二世：丁寶賢三子碩渝。
        - 第二十二世：丁寶賢四子碩盤。

      - 第二十一世：丁壽川三子金獅，名世澤，字世泰。
        - 第二十二世：丁金獅長子學海。
        - 第二十二世：丁金獅次子學得。
        - 第二十二世：丁金獅三子學鑑。

    - 第二十世：丁克家四子生國又名生福，號端泰，字子安，印壽康。太學生。
      - 第二十一世：丁壽康長子欽明，字錫堯。
        - 第二十二世：丁欽明長子玉爐。

      - 第二十一世：丁壽康次子欽哲，字錫聰。
        - 第二十二世：丁欽哲長子培嵩。

    - 第二十世：丁克家五子生讓，號端凝，字子寬，印壽祺。誥授武德騎尉五品、銜庠生。
      - 第二十一世：丁壽祺長子寶濂，名雨田，字式周、號蓮溪。廩膳生。
        - 第二十二世：丁寶濂長子榮東。
        - 第二十二世：丁寶濂次子榮裕。

      - 第二十一世：丁壽祺次子寶松，名雨順，字錫潛、號存仁。
        - 第二十二世：丁寶松長子榮溪。

    - 第二十世：丁克家六子生添，名醴澄，字子浚，印壽泉。清同治癸酉舉人。清光緒庚辰年進士欽點廣東即用知縣欽加同知銜。掌教白沙書院、誥授奉政大夫。
      - 第二十一世：丁壽泉長子寶棠，名朝楷，字錫材，號莊中。邑庠生。
      - 第二十一世：丁壽泉次子寶光，名朝炳、朝勛字錫勛、號士雄又筱澄。邑庠生、入彰化縣學。
        - 第二十二世：丁寶光長子瑞圖。
        - 第二十二世：丁寶光次子瑞彬。
        - 第二十二世：丁寶光三子瑞魚。
        - 第二十二世：丁寶光四子瑞鉠。

      - 第二十一世：丁壽泉三子寶鈞，名朝丕、字錫鋆、號士莊又士銈。邑庠生、入晉江縣學。
        - 第二十二世：丁寶鈞長子瑞乾。

      - 第二十一世：丁壽泉四子朝元，名朝源、字式冰。
        - 第二十二世：丁朝元長子瑞雲。

      - 第二十一世：丁壽泉五子朝焜，字錫寅。
      - 第二十一世：丁壽泉六子朝焯，字朝燭、字式熊。
        - 第二十二世：丁朝焯長子瑞甲。
        - 第二十二世：丁朝焯次子瑞庚。

    - 第二十世：丁克家七子生榮，名再旺，號端恪，字子禎，印壽椿。